# Kati Kere, Shimoga
Kati Kere là một làng thuộc tehsil Shimoga, huyện Shimoga, bang Karnataka, Ấn Độ.